# Mykola Balakin
Mykola Oleksandrovyč Balakin (in ucraino Микола Олександрович Балакін?, traslitterazione anglosassone: Mykola Oleksandrovich Balakin; Kiev, 5 gennaio 1989) è un arbitro di calcio ucraino.

## Carriera
Ucraino di Kiev, esordisce nella massima serie ucraina il 18 luglio 2015 in un match tra Olimpik Donec'k e Čornomorec'.
Nel 2017 diventa internazionale, ed esordisce a livello europeo il 6 luglio 2017 in match di UEFA Europa League tra İnter Baku e Mladost Lučani.
Il 23 aprile 2024 la UEFA lo ha convocato per il campionato d'Europa 2024 in Germania, insieme al collega Oleksandr Berkut, nel ruolo di quarto ufficiale o riserva di assistente arbitrale.
Il 26 luglio 2024 la UEFA lo ha designato nel ruolo di quarto ufficiale per la Supercoppa UEFA 2024, diretta dallo svizzero Schärer.